# Sebastian Straubel
Sebastian Straubel (* 14. Juli 1983 in Coburg) ist ein deutscher Politiker (CSU). Er ist seit Februar 2019 Landrat im oberfränkischen Landkreis Coburg. Von 2014 bis zu seiner Wahl zum Landrat war er 1. Bürgermeister der Gemeinde Lautertal.

## Leben
Sebastian Straubel besuchte zunächst das Gymnasium Albertinum und darauffolgend das Gymnasium Ernestinum in Coburg, welches er mit der mittleren Reife abschloss. Danach absolvierte er von 2004 bis 2007 ein Volontariat beim Coburger Regionalsender Radio Eins. Dort war er bis zu seiner Wahl zum Bürgermeister der Gemeinde Lautertal als Rundfunkredakteur und Leiter der Nachrichtenredaktion tätig.
Straubel ist verheiratet und lebt in seiner Heimatgemeinde Lautertal.

## Politik
Sebastian Straubel ist seit 2000 Mitglied der Jungen Union und seit 2001 Mitglied der CSU.
Straubel ist seit 2015 stellvertretender Kreisvorsitzender der CSU Coburg-Land, deren Vorstand er bereits als Beisitzer und Schriftführer angehörte.
Seit 2017 ist er Mitglied des Bezirksvorstandes der CSU Oberfranken und seit 2019 stellvertretender Bezirksvorsitzender.

## Öffentliche Ämter
Bei der Kommunalwahl am 16. März 2014 wurde Straubel zum 1. Bürgermeister der Gemeinde Lautertal gewählt und löste Hermann Bühling ab. Er trat dieses Amt am 1. Mai 2014 an.
Straubel errang am 14. Oktober 2018 des Direktmandat im Stimmkreis Coburg und zog in den Bezirkstag Oberfranken ein. Dort ist er u. a. stellvertretender Fraktionsvorsitzender.
In der Stichwahl um das Amt des Coburger Landrats am 10. Februar 2019 setzte sich Sebastian Straubel mit 62,45 % gegen seinen Mitbewerber Martin Stingl von der SPD durch. Aus diesem Grund trat er am 11. Februar 2019 vom Amt des 1. Bürgermeisters zurück.
Straubels Amtszeit als Landrat begann am 12. Februar 2019. Straubel ist der erste CSU-Landrat in der Geschichte des Landkreises.

## Ehrenamtliches Engagement
Sebastian Straubel ist seit 1998 aktives Mitglied der Kreisverkehrswacht Coburg e.V. und war dort unter anderem als Jugendleiter tätig.
Auf Bundesebene engagiert er sich als Mitglied in der Arbeitsgemeinschaft zur Förderung der Jugendarbeit in der Deutschen Verkehrswacht e.V.
Straubel war außerdem bis 2021 Vorstandsmitglied beim Handball-Zweitligisten HSC 2000 Coburg. Seine Tätigkeit als Hallensprecher ruht aufgrund der Corona-Pandemie aktuell.

## Sonstiges
Straubel ist der erste Landrat des Landkreises Coburg nach dem 2. Weltkrieg, der nicht der SPD angehört.